# Marcel Decombis

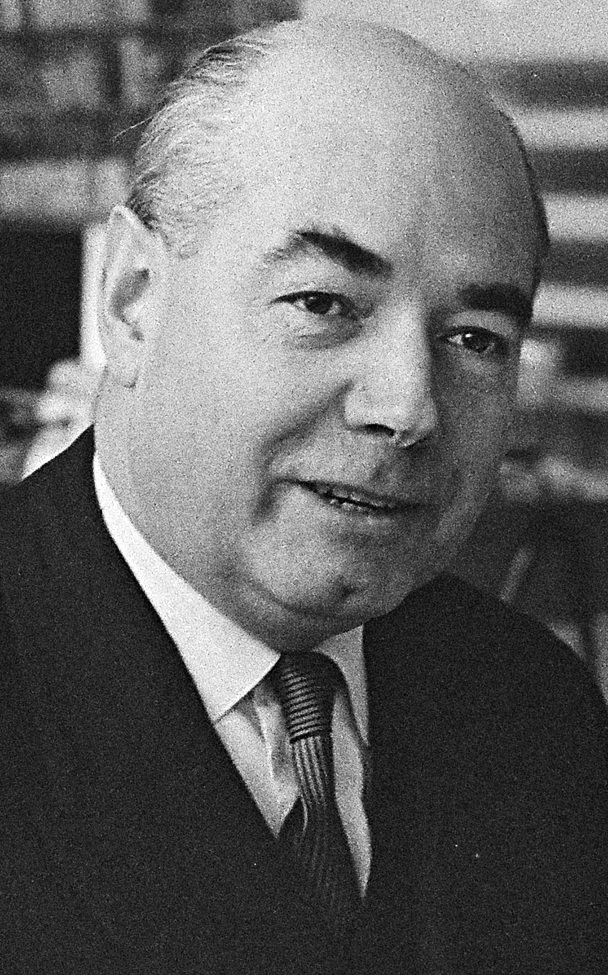
Marcel Decombis (1963)

Marcel Decombis (* 23. Dezember 1916 in Gentilly bei Paris; † 10. September 2003 in Brüssel) war der Mitbegründer der ersten Europäischen Schule in Luxemburg.

## Leben
Marcel Decombis besuchte im Wohnort seiner Großeltern die Grundschule. Hier wurde er als exzellenter Schüler ausgezeichnet und besuchte in Douai bei Lille das Gymnasium. Er erhielt für seine Leistungen im Abitur den 2. Preis für Philosophie ganz Frankreichs. Er studierte später an der Sorbonne und machte sein Examen in Germanistik. Während des Zweiten Weltkriegs wurde er in ein Arbeitslager in Neubrandenburg gebracht. Ihm wurde nach einem Jahr ein Arbeitsunfähigkeitszeugnis ausgestellt und er kehrte zurück nach Frankreich. Er gründete nach dem Krieg in Innsbruck das Centre Culturel Français. Dort heiratete er seine erste Frau und dort wurde auch 1947 seine erste Tochter, Anne Marie geboren. Drei Jahre später zogen sie nach Paris, wo Marcel Decombis an verschiedenen Schulen unterrichtete. 1951 starb seine erste Frau und Marcel Decombis zog weiter nach Luxemburg. Dort arbeitete er im Kabinett von Jean Monnet. Hier lernte er auch seine zweite Frau, Elsbeth Zeh kennen. 1953 gründete er gemeinsam mit M. Van Houtte die erste Europäische Schule. 1959 kam seine zweite Tochter, Beatrice, zur Welt. 1960 gründete er die Europäische Schule in Varese. Später arbeitete er, bis zu seiner Pensionierung im Alter von 63 Jahren, in leitender Position an der Brüsseler Europäischen Schule. 2003 kehrte er als Ehrengast und Festredner zurück nach Luxemburg um das 50-jährige Jubiläum der von ihm mitgegründeten Schule zu erleben. Er starb am 10. September 2003 in Brüssel.

## Leistungen und Leitideen
Zu Marcel Decombis größten Leistungen gehört die Gründung der ersten Europäischen Schule in Luxemburg. Decombis Ziel war die Vereinigung Europas und die Stärkung der europäischen Identität vor dem Hintergrund des Kalten Krieges zwischen den USA und der UdSSR. U. A. führte er einen gemeinsamen Unterricht für Erdkunde und Geschichte: SH (Humanwissenschaften) ein. Hier werden Zusammenhänge zwischen den beiden Fächern ganzheitlich im Unterricht integriert. In der Mittel- und Oberstufe wird der Geschichtsunterricht in der ersten Fremdsprache unterrichtet. Dies war in der Zeit kurz nach dem Zweiten Weltkrieg ein höchst umstrittenes Konzept.
| Personendaten    | Personendaten                                                            |
| ---------------- | ------------------------------------------------------------------------ |
| NAME             | Decombis, Marcel                                                         |
| KURZBESCHREIBUNG | luxemburgischer Pädagoge, Mitbegründer der Europäischen Schule Luxemburg |
| GEBURTSDATUM     | 23. Dezember 1916                                                        |
| GEBURTSORT       | Gentilly, Paris, Frankreich                                              |
| STERBEDATUM      | 10. September 2003                                                       |
| STERBEORT        | Brüssel, Belgien                                                         |